# Castelvecchio di Rocca Barbena
Castelvecchio di Rocca Barbena – miejscowość i gmina we Włoszech, w regionie Liguria, w prowincji Savona.
Według danych na rok 2004 gminę zamieszkiwały 194 osoby, 12,1 os./km².